# Pavlovce (district de Vranov nad Topľou)
Pour les articles homonymes, voir Pavlovce.
Pavlovce est un village de Slovaquie situé dans la région de Prešov.

## Histoire
Première mention écrite du village en 1359.

## Démographie

### Évolution de la population
| Année:               | 1994. | 2004.    | 2014.   | 2024.   |
| -------------------- | ----- | -------- | ------- | ------- |
| Nombre de personnes: | 625   | 716      | 762     | 836     |
| Différence:          |       | +14,56 % | +6,42 % | +9,71 % |

| Année:               | 2023. | 2024.   |
| -------------------- | ----- | ------- |
| Nombre de personnes: | 837   | 836     |
| Différence:          |       | -0,11 % |